# Marcia Mitzman Gaven
Marcia Mitzman Gaven, född 28 februari 1959 i New York i New York, är en skådespelare som gjorde rösterna till Maude Flanders, Helen Lovejoy, Elizabeth Hoover och några andra i den amerikanska, tecknade komediserien Simpsons, mellan 1999 och 2002, då Maggie Roswell återvände efter ett gräl om lönen.
Hon har även haft gästroller i TV-serier som Glamour, Beverly Hills, Frasier, Babylon 5, The Drew Carey Show och Ellen. Hon medverkade i den första uppsättningen av Chess på Broadway, och 1993 nominerades hon till en Tony Award för bästa skådespelerska (biroll – musikal) för hennes porträtt av Mrs. Walker i Broadwayproduktionen av The Who's Tommy.
I juni 1996 gifte hon sig med filmklipparen Seth Gaven (Creative Director på filmmarknadsföringsbolaget A.V. Squad). De har två barn.